# Time Warp

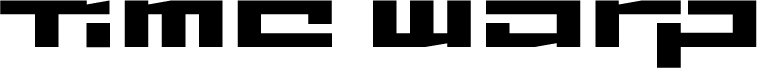
Logo

Time Warp est un festival musical qui se déroule en Allemagne tous les ans.

## Présentation
Time Warp est un festival de musique électronique, fêtant son dix-septième anniversaire en 2011. Il se déroule à Mannheim en Allemagne. 
Cette plate-forme culturelle cherche depuis toujours à être en phase avec son époque[Quoi ?].
Chaque année elle propose, en lien avec la musique électronique, un thème artistique. 
En 2006 c’était « Colour of rythm » et en 2007 l’alliance entre médias cinéma et musique.
Sous le slogan « Music Unit », le festival 2008 a choisi pour thème « la visualisation de la musique »[pas clair]
Pendant une semaine la ville accueille tout un ensemble d’activités tournant autour de la musique électronique, des médias mais aussi du cinéma. Il est aussi proposé des ateliers, des séminaires et des formations autour de ces différents sujets.